# Mladý skot
Mladý skot, ve smyslu jatečného zvířete, jsou býčci i jalovičky o 150 kg živé váhy a 12 měsících věku. Jsou to zvířata, která se v ČR často vykrmují.